# Pteredoa fuscovenata
Pteredoa fuscovenata är en fjärilsart som beskrevs av Wichgraf 1922. Pteredoa fuscovenata ingår i släktet Pteredoa och familjen tofsspinnare. Inga underarter finns listade.